# Luiyi Black Side
Luis Alberto Alturria Somer (7 de junio de 1983), es un músico argentino de rock, multiinstrumentista, guitarrista, compositor, director y productor. Es mejor conocido como El Gordo Leche, fundador de la banda de heavy metal Black Side.

## Biografía

### Infancia y juventud
Hijo único de una familia de clase media, estuvo vinculado con la música desde muy pequeño ya que era músico en la iglesia evangélica pentecostal, donde sus padres acostumbraban ir. En ese lugar aprendió a dar sus primeros pasos como músico. Sus padres comenzaron a mandarlo a estudiar música en conservatorios desde que tenía siete años.

### Estudios
En Buenos Aires comenzó estudiando con profesores particulares de música y luego ingreso al conservatorio Alberto Ginastera (Moron, Buenos Aires - Argentina), donde dio sus primeros pasos en sus estudios, luego terminó la carrera en el conservatorio Thibaud Piazzini (donde estudio el reconocido Charly García). Luego estudio varios años en el ITMC (Instituto Tecnológico de Música Contemporánea) en donde fue desarrollándose como músico y productor, en el año 2001 viajó a Estados Unidos a terminar sus estudios en Berklee College of Music, desarrollando su carrera como músico y productor musical.

## Carrera

### Black Side
Es su proyecto musical en donde convoca en sus discos a músicos y se da a conocer en toda América. En discos anteriores de Black Side grabaron músicos como Daniel Telis (ex Barilari, Kamikaze (banda), Tim Owens), Gonzalo Ledesma (ex Barilari ) y Pablo Soler ( Tren Loco ), lo que generó nuevas propuestas para discos futuros, ese disco lo produjo como todos los discos anteriores de la banda.

### Take Me Away[3]
Take Me Away es lo último de Black Side y fue grabado en el estudio La Nave de Oseberg entre 2013 y 2014. La grabación de este disco tomo más de 1 ano de trabajo, y fue grabado en varias partes dado a la ocupada agenda de los músicos invitados, el lanzamiento del disco fue en el programa Tiempos Violentos conducido por Cesar Fuentes en la Radio Rock N Pop Los músicos que grabaron todos los temas de este disco fueron: Fernando Scarcella y Adrian Barilari del grupo Rata Blanca, Javier Barrozo y Pablo Moticzak del grupo Walter Giardino Temple Joe Lynn Turner, Luiyi y Adrian Bordon (originarios de black side). La Producción Artística estuvo al mando de Luiyi, el ingeniero de sonido fue Martin Toledo, en conjunto con todo un equipo de trabajo de primer nivel, la mezcla y el mastering fue realizado en Buenos Aires. Take Me Away es un disco de Heavy Metal, pero con una gran variedad de sub Géneros incluidos, lo cual permite al público escuchar el disco y le resulte entretenido, Black Side en esta oportunidad graba el disco en inglés por preferencia artística y 1 tema en castellano incluido en el mismo de la mano del sr. Adrian Barilari, para reforzar la variedad musical que se busca obtener en este trabajo de 10 tracks. Las fotos del disco a cargo de Ignacio Cangelo. El Disco Take Me Away fue editado en México DF, Chile, Uruguay, Peru y Estados Unidos.

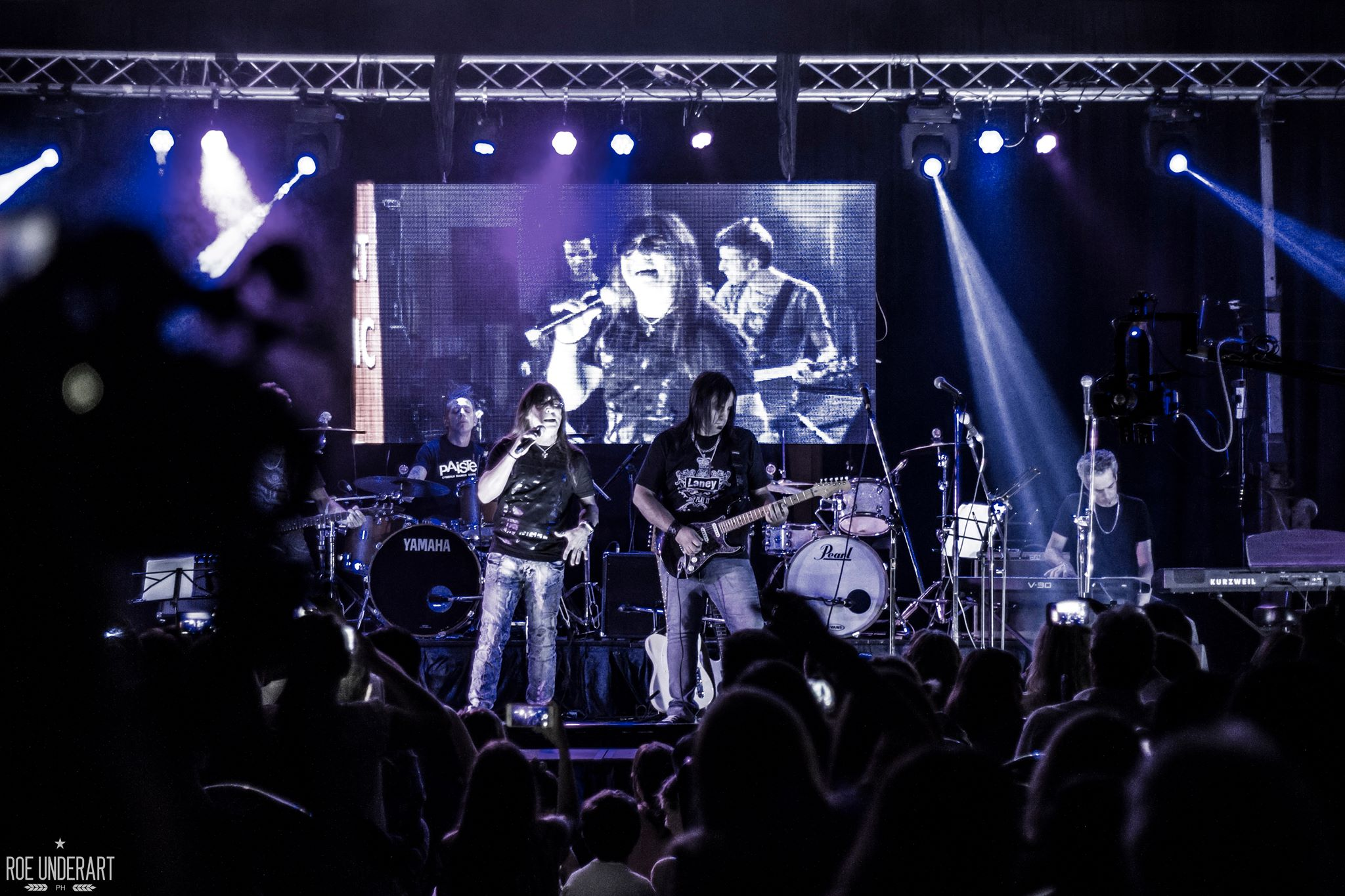
Luiyi Black Side, Adrian Barilari & Fernando Scarcella live show in Sheraton Hotel Buenos Aires, Arg

### Gira México/Estados Unidos 2016
El guitarrista dio una serie de Clínicas Institucionales sobre Ernie Ball, Morley Pedals con mucho éxito en la Ciudad de México donde fue reconocido por la escuela de música Guitar Symphony y la academia Atonal por donde pasaron tantos artistas Internacionales, luego de esto se embarcó hacia Estados Unidos donde fue convocado por la empresa china Joyo Technology Co., Ltd y la empresa norteamericana Kirlin Cables para realizar demostraciones en la feria THE NAMM SHOW NAMM que se lleva a cabo todos los años en la ciudad de Anaheim, California. Luiyi termina su gira en la ciudad de Las Vegas Nevada tocando en Vampd Vegas junto a los músicos de la banda local Count's 77 y el cantante Tommy Paris de la banda glam rock Britny Fox.1 .

### Gira Bolivia 2016 junto a Joe Lynn Turner & Walter Giardino
Luiyi es convocado para compartir parte de la gira sudamericana del cantante Joe Lynn Turner (ex Deep Purple - Rainbow y actual Sunstorm (band)) y el guitarrista Walter Giardino recorriendo las ciudades de Cochabamba y La Paz tocando en formato solista canciones de su carrera con Black Side y temas clásicos del hard rock mundial, en dicho país realizó una presentación en vivo acompañado de una entrevista para el canal de Televisión de Aire Red ATB donde se transmitió en vivo para todo Bolivia. 

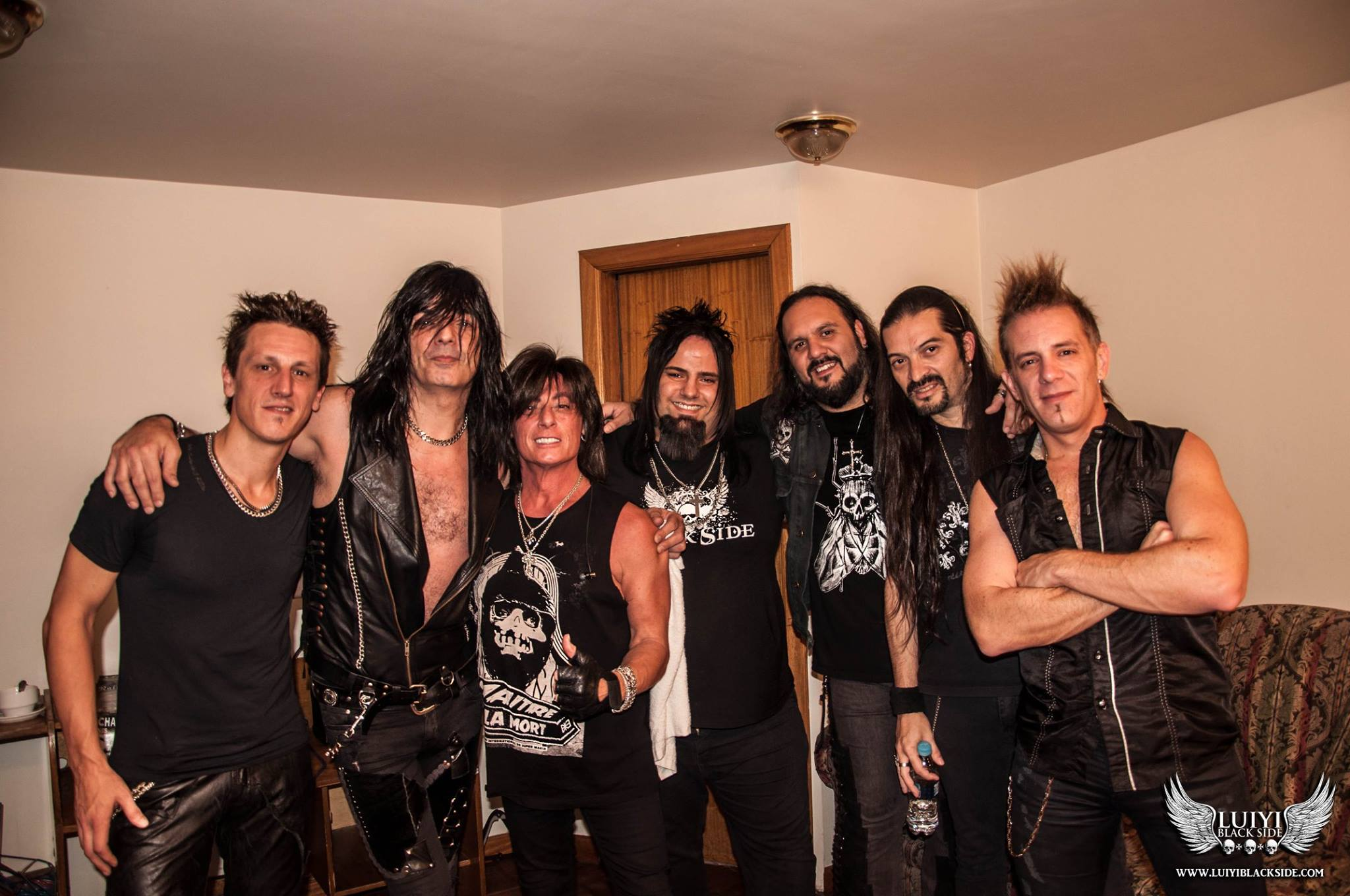
Luiyi Black Side at Bolivian Tour with Joe Lynn Turner and Walter Giardino

### Artista Internacional Ernie Ball (USA)
Luiyi Black Side es incluido como en 2017 por la empresa estadounidense Ernie Ball  y Ernie Ball Musicman en su catalogo de Artistas Internacionales donde comparte line up con músicos como Steve Lukather, John Petrucci, Slash, Paul Mccartney, Eric Clapton, keith richards, John Mayer, Pete Townshend, Steve Vai, Paul Gilbert, Iron Maiden, Judas Priest entre otros... 

### Show en Whisky a Go-Go - Hollywood (California)
En 2016 fue convocado por el cantante estadounidense Toney Richards para que forme parte de Wikkid Starr en 2017 donde realizan un concierto en el Whisky a Go Go de Hollywood, lugar donde iniciaron sus carreras bandas como Motley Crue y también donde grabó su disco en vivo el cantante de Rock N`Roll Johnny Rivers.

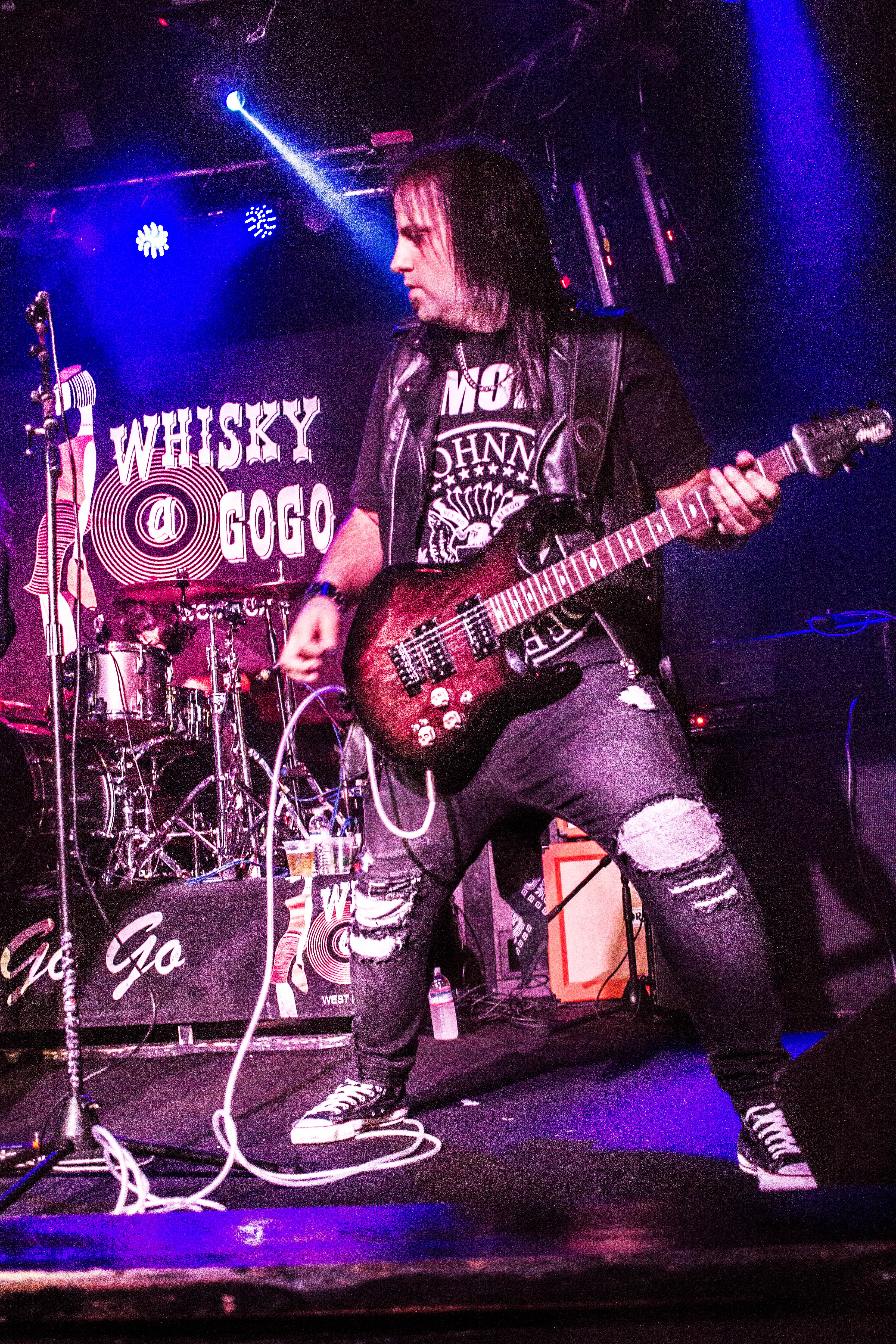
Luiyi Black Side at the Whisky a Go-Go (LA California)

### The NAMM Show 2017
Por segundo año consecutivo el guitarrista es convocado a participar en el famoso "NAMM Show" es una de las más grandes exhibiciones de productos musicales en el mundo fundada en 1901. Se celebra cada Enero en Anaheim, California, EE.UU. en el Centro de Convenciones de Anaheim. 
Luiyi en esta oportunidad hace exhibiciones para las empresas Laney Amplification (reino unido) y Kirlin Cables como Artista Internacional, también realizó clínicas demostrativas para Morley Pedals junto a los guitarristas, Rusty Cooley, Gus G (Ozzy Osbourne) y Dj Ashba (ex Guns N Roses y actual Sixx Am) presentando a los empresarios los últimos productos fabricados por la empresa de Chicago

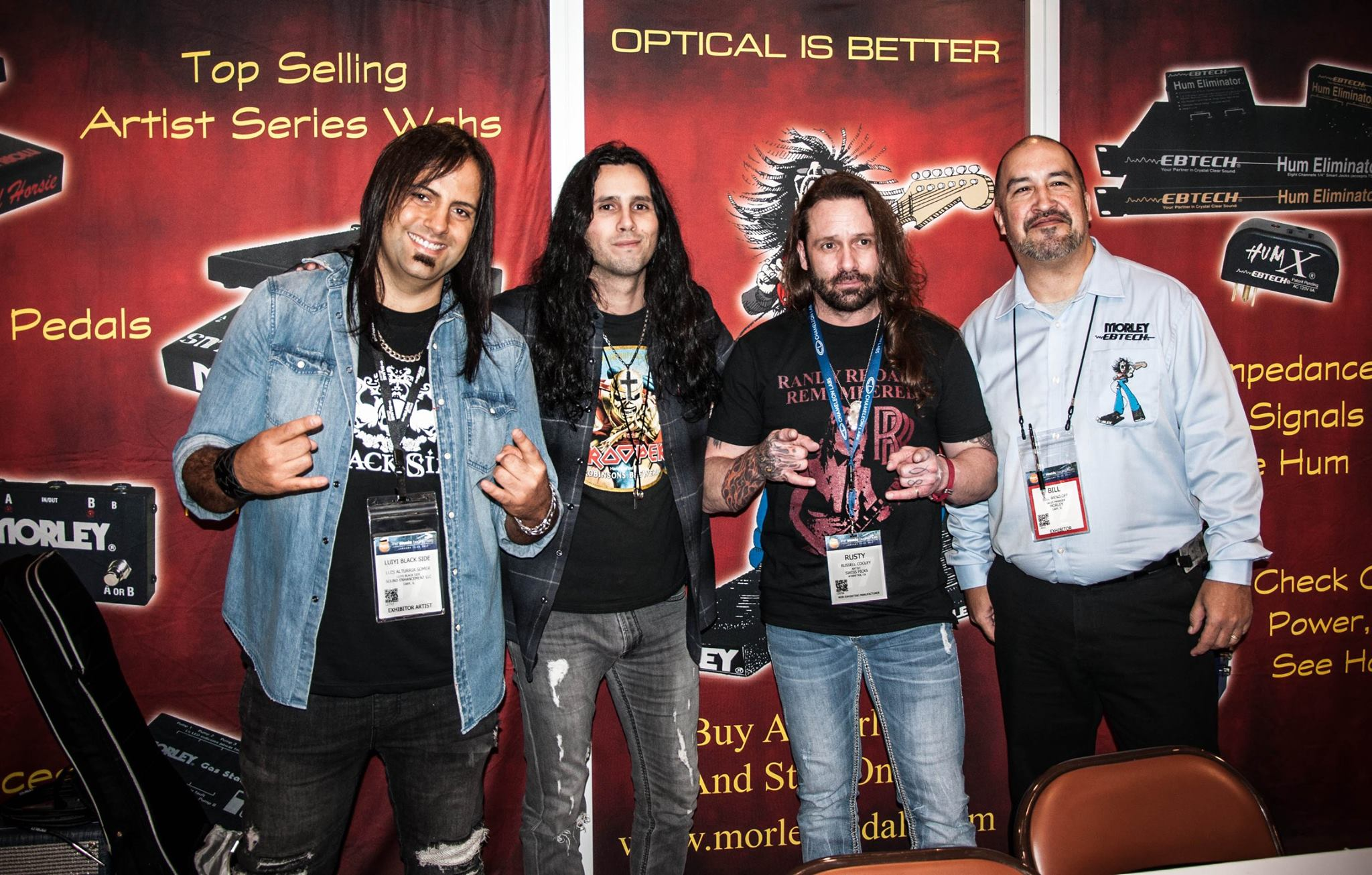
Luiyi Black Side, Gus G & Rusty Cooley at Morley Booth Namm 2017

## Discografía
Albums de Estudio con Black Side
·  2006 - De que Manera Terminar
·  2008 - Evolución
·  2009 - Criminal
·  2014 - Take Me Away
.  2015 - 10 Años (Live in Buenos Aires)
·  2017 - Atlantis 
.  2017 - All That Classic Songs (Live at the Hard Rock Cafe) 
Singles
·  2014 - En La Tierra Infinita (ft. Adrian Barilari)
Compilados Internacionales
·  2014 - Almas de Metal, Vol. 2 Blanco Y Negro (Nicaragua)
.  2017 - Guitar Shymphony, Vol. 1 (Mexico)
DVDs·
2015 - Black Side - 10 Años (Take Me Away Tour)
2017 - Black Side - All That Classic Songs (Live at the Hard Rock Cafe)
Albums de Estudio con otras agrupaciones
· 
.  1998 - Promesa Real - Promesa Real
·  1999 - Promesa Real - Señales
·  2000 - Promesa Real - Tributo a Guardian
·  2001 - Promesa Real - Vivo Rock
·  2003 - Viejo Zorro - El Poeta
·  2004 - Hardycats - Casino
·  2005 - Los Funky Grooves - Sigo sin tu amor

## Endorsements
| Empresa                  | País                | Categoría     |
| ------------------------ | ------------------- | ------------- |
| Ernie Ball               | United States       | International |
| Ernie Ball Musicman      | United States       | International |
| Morley/Ebtech            | United States       | International |
| Kirlin Industries, Inc   | United States/China | International |
| Lizard Spit              | United States       | International |
| Joyo Technology Co., Ltd | China               | International |
| Gruvgear                 | United States       | International |
| AMT Electronics          | Russia              | International |
| Laney Amplification      | United Kingdom      | International |
| Mad Professor            | Finland             | International |
| Mars Custom              | Argentina           | National      |
| Antitodo Correas         | Argentina           | National      |
| Wenstone                 | Argentina           | National      |
| Fucking Clothes          | Argentina           | National      |
| Crash Head               | Argentina           | National      |